# Salix bhutanensis
Salix bhutanensis là một loài thực vật có hoa trong họ Liễu. Loài này được Flod. miêu tả khoa học đầu tiên năm 1940.